# Schleswig-Holstein-Sonderburg-Wiesenburg
Schleswig-Holstein-Sonderburg-Wiesenburg – niemiecka rodzina książęca, boczna linia rodu Schleswig-Holstein-Sonderburg wywodzącego się z dynastii Oldenburgów. Członkowie rodziny Schleswig-Holstein-Sonderburg-Wiesenburg posiadali jedynie tytuł książęcy oraz prawa dziedziczne do Księstwa Szlezwiku i Holsztynu, ponieważ jedynym suwerennym władcą księstw był król Danii.

## Historia

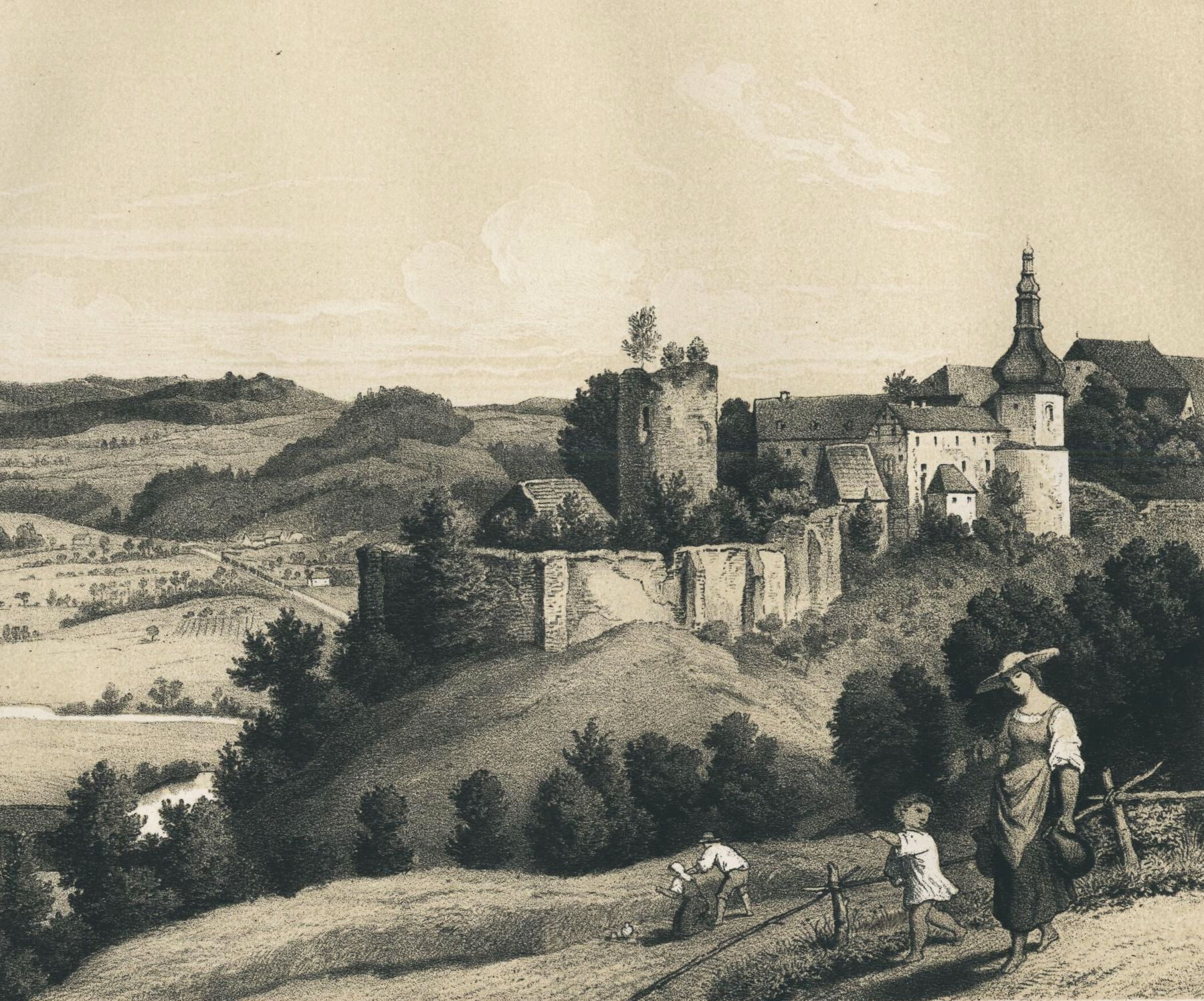
Zamek Wiesenburg – rodowa siedziba rodziny von Schleswig-Holstein-Sonderburg-Wiesenburg, litografia z 1859 roku

Założycielem linii był Ludwik Filip von Schleswig-Holstein-Sonderburg (1620-1689), który w 1664 roku kupił od elektora Saksonii Jana Jerzego II zamek Wiesenburg z przyległymi wioskami (teren Erzgebirgischer Kreis, będący wówczas jednostką administracyjną Elektoratu Saksonii), ale bez suwerennych przywilejów. Zamek Wiesenburg stał się rodową siedzibą von Schleswig-Holstein-Sonderburg, którzy od tej pory zaczęli nazywać się: von Schleswig-Holstein-Sonderburg-Wiesenburg. Dzięki udanym inwestycjom w górnictwo, Ludwik Filip dorobił się znacznego majątku. W 1675 roku sprzedał rodowy zamek swojemu najstarszemu synowi Fryderykowi (1651-1724).
Fryderyk, pułkownik kirasjerów w armii cesarza Leopolda I Habsburga, w 1673 roku poślubił Karolinę z dynastii Piastów, córkę księcia legnicko-brzeskiego Chrystiana. W 1680 roku małżeństwo zakończyło się rozwodem, a jedyny syn Fryderyka i Karoliny – Leopold, został przyznany ojcu. W 1723 roku Fryderyk sprzedał Leopoldowi rodowy zamek Wiesenburg, który dwa lata później został przez Leopolda sprzedany królowi polskiemu Augustowi II. Leopold był ostatnim męskim przedstawicielem książęcej rodziny Schleswig-Holstein-Sonderburg-Wiesenburg.

## Książęta Schleswig-Holstein-Sonderburg-Wiesenburg
| Lata panowania | Imię         | Informacje biograficzne |
| -------------- | ------------ | --- |
| 1664–1685      | Filip Ludwik | ur. 27 października 1620 w Löhne, zm. 10 marca 1689 w Schneeberg, syn Aleksandra von Schleswig-Holstein-Sonderburg (1573-1627) i Doroty von Schwarzburg-Sondershausen (1579-1639). |
| 1685–1723      | Fryderyk     | ur. 2 lutego 1651, zm. 7 października 1724 w Wiesenburg, syn Filipa Ludwika (1620-1689) i Anny Małgorzaty von Hessen-Homburg (1629-1686), Rycerz Orderu Słonia.                    |
| 1723–1725      | Leopold      | ur. 7 października 1674 w Brzegu, zm. 4 marca 1744 w Wiedniu, syn Fryderyka (1651-1724) i Karoliny, księżniczki legnicko-brzeskiej.                                                |